# 路易吉·達托梅

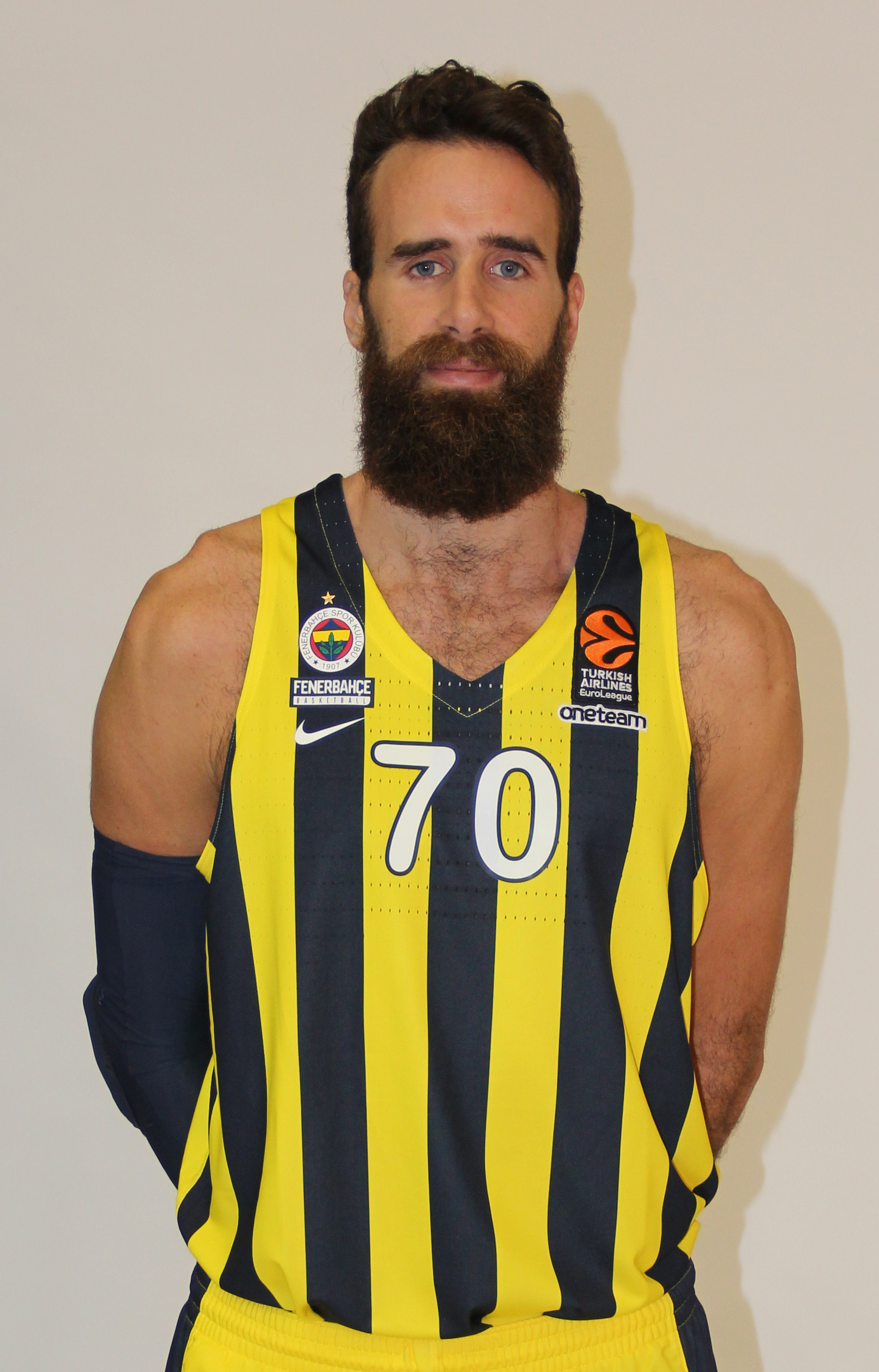

路易吉·達托梅（義大利語：Luigi Datome，1987年11月27日—），意大利籃球運動員。他曾效力於NBA球隊波士頓凱爾特人。他也代表意大利國家籃球隊參賽。